# Mikel Azcona
Mikel Azcona Troyas (Arrigorriaga, 25 de junio de 1996) es un piloto español de automovilismo especializado en carreras de turismos. Ha sido dos veces campeón europeo de TCR en 2018 y 2021. En 2022 se coronó campeón del mundo de la Copa Mundial de Turismos con Hyundai Motorsport, siendo el primer piloto español en lograrlo. Actualmente compite en el TCR World Tour, resultando quinto de la temporada inaugural en 2023 y tercero en 2024. En 2025 se anunció su participación en la Porsche Supercup.

## Trayectoria

### Inicios
Natural de Falces, un pequeño pueblo en la Ribera Navarra, Azcona comenzó su carrera deportiva en karting a los 6 años de edad con un kart comprado por su padre. Participó en campeonatos españoles de karting, obteniendo en 2009 una segunda posición en la clase Cadete en el campeonato nacional y en la Serie XXI, y en 2010, un cuarto lugar en la clase KF3 del campeonato español. 
En 2012 hizo la transición de karting a competiciones de turismos, ya que era donde Azcona veía un futuro profesional en caso de destacarse en esas carreras, en lugar de las competencias de monoplazas. Empezó a los 15 años con el coche que competiría de forma continuada los siguientes años, el Renault Clio con el que participaría en la Clase 2 del CER junto a Diego Rodríguez. Finalizó ese año en tercera posición en el Desafío Ferodo Sport de la CER. En 2013 hizo su debut en la Copa Renault Clio España, donde obtuvo su primera victoria como piloto profesional y una novena posición final en el campeonato. También ese año lograba imponerse en la clase Clio de la Copa Open del Circuito de Navarra.

### Salto a Europa y subcampeonatos

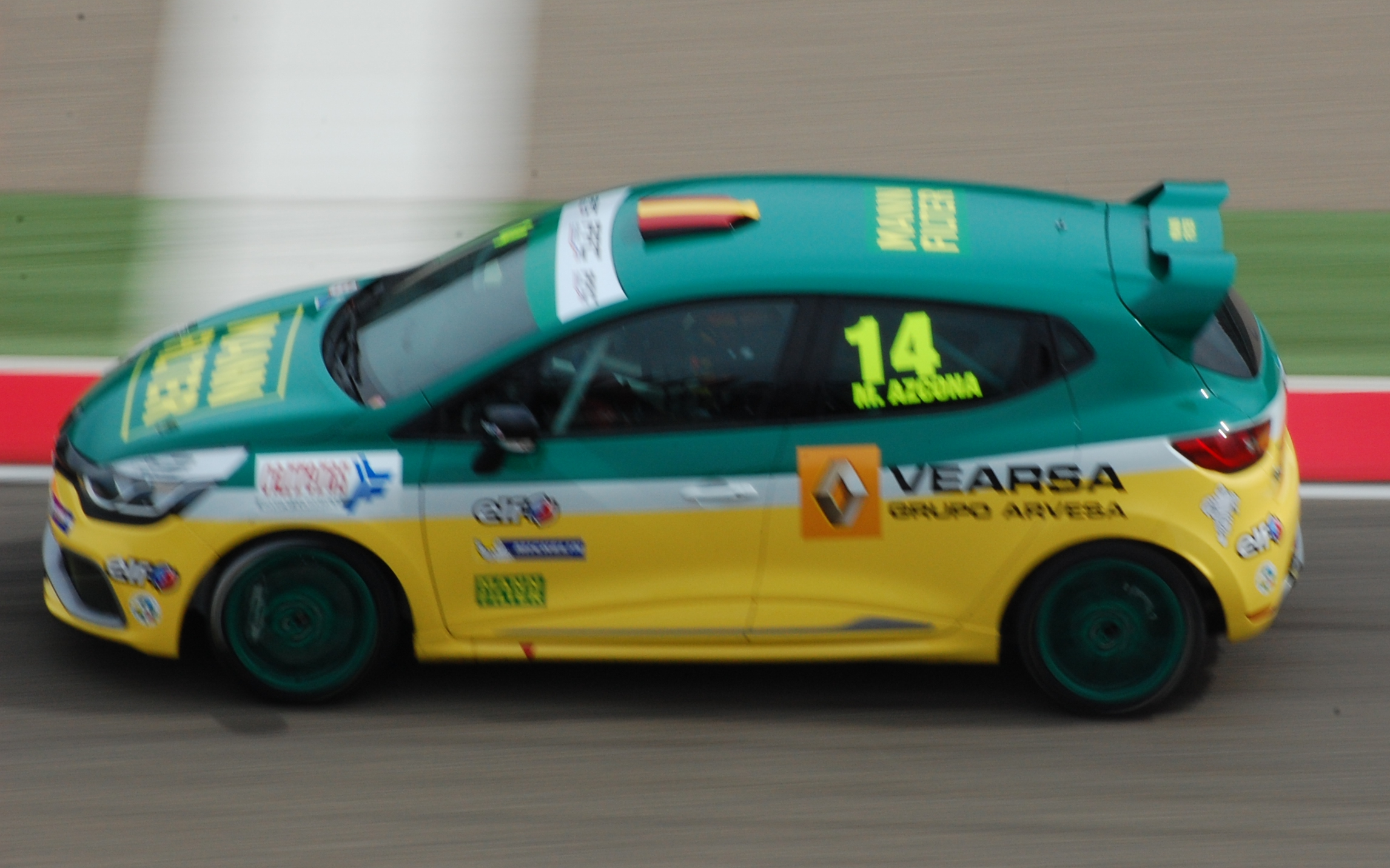
Mikel Azcona con su Clio de la Eurocopa 2014

Al año siguiente, Azcona entra en la estructura catalana del PCR Sport para terminar quinto en la Copa Renault Clio España. Dentro del equipo de Joaquín Rodrigo compite en la última de las cuatro temporadas de la EuroCopa Clio, donde logra ser subcampeón con dos victorias, por detrás del también español Òscar Nogués. Ese año disputaría su primera prueba de resistencia participando en la Maxi Endurance 32H con dos equipos diferentes. 
En 2015 sigue en la Copa Renault Clio España donde terminó segundo y debuta en la Eurocopa SEAT León logrando vencer en Paul Ricard y obteniendo tres podios adicionales, quedando tercero en la temporada. Siguió en la Eurocopa SEAT León en la temporada 2016. Obtuvo cuatro triunfos y ocho podios, pero no volvieron a ser suficientes para proclamarse campeón y resultó subcampeón detrás de Niels Langeveld. También hizo cuatro apariciones en la Copa Renault Clio España, ganando en dos de ellas y siendo quinto en la clasificación final. Estos dos años estuvo a tiempo completo con PCR Sport.
En 2017, participó en la Copa Audi Sport TT, ganando seis carreras durante la temporada: dos en Norisring, una en Zandvoort, dos en Nürburgring y una en Hockenheimring y consiguiendo tres segundos lugares. Aunque no le sirvió para quedarse con el título, quedando de nuevo subcampeón por detrás de Philip Ellis, que había conseguido dos podios más que Mikel.

### TCR con CUPRA

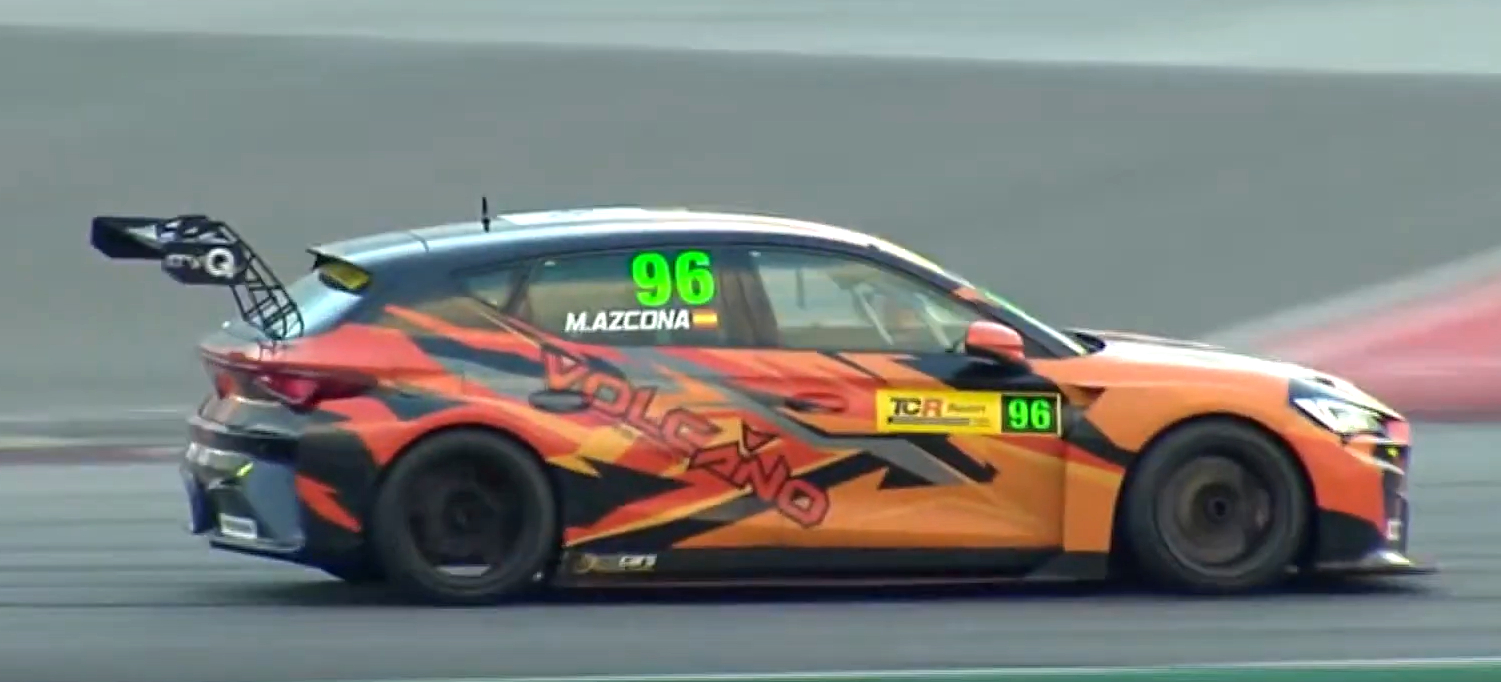
Azcona en la última ronda del CEST TCR Spain 2021 con Volcano Motorsport

Al año siguiente, pasó a competir en el TCR Europa, volviendo al equipo de PCR Sport y manejando un CUPRA León, obtuvo una victoria en Zandvoort, cinco podios y 10 llegadas entre los primeros cinco lugares. Su regularidad le permitió vencer a Jean-Karl Vernay para obtener, al fin, su primer título. Para la temporada 2019 ascendió a la Copa Mundial de Turismos con un CUPRA León del equipo PWR, pasando a ser piloto oficial de la marca. Obtuvo su primera victoria en Vila Real y fue sexto en la clasificación final de pilotos.
En 2020 se unió al equipo Zengo Motorsport para disputar la temporada de 2020 del WTCR en un Cupra León TCR de nueva generación, recién sacado de fábrica. Pese a que el rendimiento en Zolder fue pobre. en Alemania ya podía pelear por puestos de arriba. En la tercera cita, en Slovakia Ring, Azcona dio una gran exhibición, remontando 34 posiciones en las tres carreras que se disputaron ese fin de semana. Posteriormente llegó Hungaroring, donde partía 2º en la primera carrera, pero se quedó clavado en la salida, perdiendo muchas posiciones. Pese a eso, remontó hasta la sexta posición. En la segunda carrera tuvo que abandonar después de ser golpeado por Néstor Girolami. Por último, en la tercera carrera pudo quedar cuarto.
Posteriormente, como preparación para la doble cita de MotorLand del WTCR, Azcona corrió las dos carreras de las TCR Europe Series, donde ganó las dos carreras después de haber salido en la decimotercera posición. En la primera de las rondas en MotorLand, Azcona logró su primera victoria del año, en la segunda carrera, después de haber sido cuarto en la primera. Posteriormente acabó séptimo en la tercera cita. Para preparar la última cita, aprovechando que el TCR europeo corría en España, en el Circuito del Jarama, Azcona se presentó y volvió a ganar en la carrera 1 de esa ronda del campeonato. En la última del año en esa competición, Azcona acabó cuarto. Así, acabó 11º en la general disputando sólo 4 carreras.
Su temporada concluyó con la cita final del WTCR en MotorLand. Allí, por primera vez en todo el año, acabó todas las carreras de una ronda de la Copa Mundial de Turismos entre los cinco primeros, con un podio incluido en la segunda manga. De este modo, acabó séptimo en la clasificación general final. En este año también se proclamó subcampeón del TCR CER al perderse la cita de Barcelona por los compromisos internacionales, cosa que no hizo Evgeni Leonov, su compañero de coche, que se proclamó campeón.
Siguiendo con Zengo y Cupra, en 2021 completó también un doble programa WTCR-Europeo, disputando además la primera temporada del FIA ETCR y completando otras carreras de campeonatos nacionales en España, Italia y Alemania. En el mundial logró ser séptimo en la clasificación final, tras un inicio de temporada algo flojo y sólo logrando una victoria en la penúltima carrera. En el campeonato Europeo sin embargo, logró dominar la temporada a pesar de perderse la tercera ronda disputada en el circuito de Zandvoort, al proclamarse vencedor del campeonato en la carrera del sábado de Barcelona, Azcona voló ese mismo día a la República Checa para poder disputar las dos carreras del WTCR de Most el día siguiente. En el Pure ETCR, fue tercero de 11 pilotos regulares en el campeonato, con victorias en Italia y Hungría, pero una muy pobre actuación en al segunda ronda de Motorland Aragón, que le costó a posteriori el campeonato.

### TCR con Hyundai

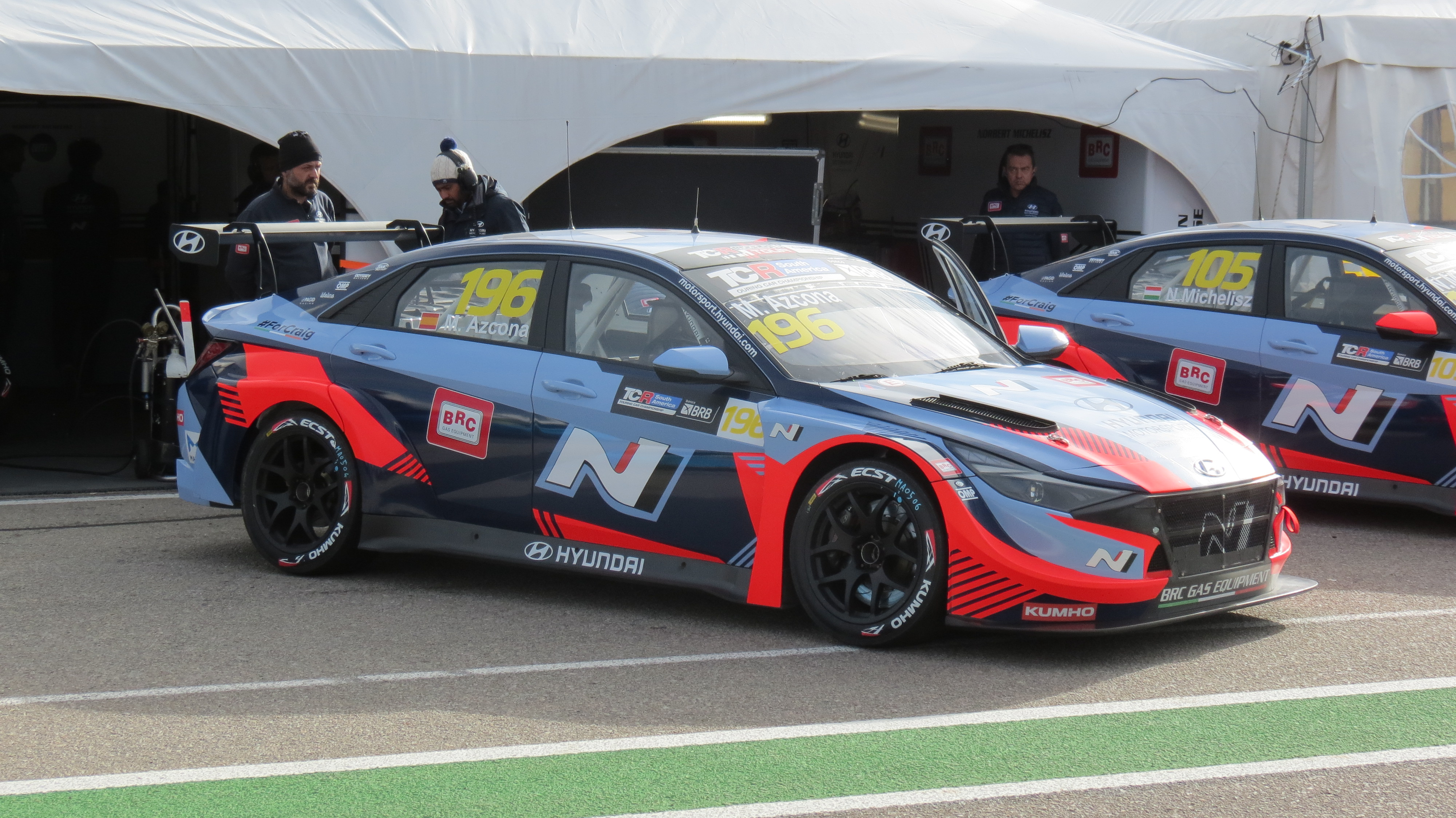
El Hyundai de Azcona en el Pinar, Uruguay (2023)

En 2022, cambia de aires al fichar como piloto oficial de Hyundai Motorsport, dentro de la estructura BRC Racing Team, su programa se centra este año al cien por cien en conseguir el campeonato mundial de WTCR, hito que lograría en la última ronda, pero que se vería algo empañado por el abandono del equipo Lynk & Co en la mitad del campeonato, las polémicas con los fallos de los neumáticos Goodyear y la cancelación de varias de las rondas finales por diversos motivos. Paralelamente, vuelve a participar en el ETCR donde esta vez queda quinto logrando sólo una victoria en Vallelunga y logra vencer en la categoría TCR de las 24 Horas de Nürburgring.
En 2023, sigue con Hyundai en la primera temporada del TCR World Tour, donde no acaba de completar una buena segunda mitad del campeonato tras su única victoria de la temporada lograda en La Pedrera, y termina quinto del campeonato. Su compañero de equipo Norbert Michelisz se proclamó campeón del certamen. En las 24 Horas de Nürburgring vuelve a repetir el logro de la temporada anterior, proclamándose vencedor de los TCR por segundo año consecutivo.
Al año siguiente, Azcona obtuvo una victoria y otros tres podios que le valieron para ser tercero en el World Tour, detrás de Michelisz y Thed Björk. En Nürburgring, no logró defender la victoria, tras ser vencido por otro coche de Hyundai Motorsport.

## Resumen de carrera
| Temporada | Series                              | Escudería                          | Carreras | Victorias | Poles | VR | Podios | Puntos   | Pos.     |
| --------- | ----------------------------------- | ---------------------------------- | -------- | --------- | ----- | -- | ------ | -------- | -------- |
| 2012      | CER - Clase 2 D3                    | Escudería Costa Daurada            | 12       | 0         | ?     | ?  | 1      | 49       | 15.º     |
| 2012      | II Copa Open de Navarra - Clio Cup  | ?                                  |          |           |       |    |        |          | ?        |
| 2013      | Renault Clio Cup España             | Joaquín Rodrigo Competición - ACZ  | 4        | 1         | 0     | 0  | 1      | 104      | 9.º      |
| 2013      | III Copa Open de Navarra - Clio Cup | Joaquín Rodrigo Competición - ACZ  |          |           |       |    |        |          | 1.º      |
| 2014      | Eurocopa Renault Clio               | Joaquín Rodrigo Competición - ACZ  | 8        | 2         | 2     | 0  | 4      | 121      | 2.º      |
| 2014      | Renault Clio Cup España             | PCR Sport                          | 12       | 3         | 2     | 1  | 7      | 197      | 5.º      |
| 2014      | CER - Clase 1 D3                    | PCR Sport                          | 6        | 2         | ?     | ?  | 3      | 173,2    | 5.º      |
| 2014      | Acceleration - MW-V6 Pickup Series  | Team Spain                         | 3        | 0         | 0     | 0  | 2      | 36       | 11.º     |
| 2014      | Maxi Endurance 32H                  | Veloso Motorsport                  |          |           |       |    |        |          | 5.º      |
| 2014      | Maxi Endurance 32H                  | Speedlover                         |          |           |       |    |        |          | NF       |
| 2015      | Renault Clio Cup España             | PCR Sport                          | 13       | 4         | 4     | 5  | 7      | 265      | 2.º      |
| 2015      | Eurocopa SEAT León                  | PCR Sport                          | 14       | 1         | 2     | 5  | 4      | 66       | 3.º      |
| 2016      | Eurocopa SEAT León                  | PCR Sport                          | 14       | 4         | 2     | 6  | 8      | 226      | 2.º      |
| 2016      | Renault Clio Cup España             | PCR Sport                          | 4        | 2         | 1     | 1  | 3      | 63       | 5.º      |
| 2016      | CER Long Distance - Clase 1 GT      | PCR Sport                          | 1        | 0         | ?     | ?  | 0      | 0        | NC       |
| 2017      | Audi Sport TT Cup                   | -                                  | 13       | 6         | 6     | 7  | 9      | 235      | 2.º      |
| 2017      | CER - Clase 2 D4                    | SMC Junior                         | 1        | 1         | ?     | ?  | 1      | 52       | 7.º      |
| 2018      | TCR Europe Touring Car Series       | PCR Sport                          | 14       | 1         | 1     | 1  | 5      | 181      | 1.º      |
| 2019      | Copa Mundial de Turismos            | PWR Racing                         | 30       | 1         | 0     | 2  | 5      | 226      | 6.º      |
| 2019      | TCR Spa 500                         | TOPCAR sport with BKR              |          |           |       |    |        |          | 3.º      |
| 2020      | Copa Mundial de Turismos            | Zengő Motorsport Services KFT      | 16       | 1         | 1     | 2  | 2      | 168      | 7.º      |
| 2020      | TCR CER                             | Volcano Motorsport                 | 8        | 5         | 7     | 8  | 7      | 296      | 2.º      |
| 2020      | TCR Europe Touring Car Series       | Volcano Motorsport                 | 4        | 3         | 1     | 4  | 3      | 157      | 11.º     |
| 2020      | TCR Ibérico                         | Volcano Motorsport                 | 2        | 0         | 0     | 0  | 1      | 30       | 7.º      |
| 2020      | TCR Italia                          | Volcano Motorsport                 | 2        | 2         | 0     | 2  | 2      | 52       | 14.º     |
| 2021      | Copa Mundial de Turismos            | Zengő Motorsport                   | 16       | 1         | 1     | 2  | 5      | 158      | 7.º      |
| 2021      | TCR Europe Touring Car Series       | Volcano Motorsport                 | 11       | 6         | 1     | 6  | 9      | 432      | 1.º      |
| 2021      | TCR Spain-CEST                      | Volcano Motorsport                 | 3        | 3         | 1     | 3  | 3      | 131      | 8.º      |
| 2021      | TCR Italia                          | Volcano Motorsport                 | 2        | 1         | 1     | 2  | 1      | Invitado | Invitado |
| 2021      | Pure ETCR                           | Zengő Motorsport X Cupra           | 5        | 2         | -     | -  | 3      | 300      | 3.º      |
| 2021      | Nürburgring Endurance Series - TCR  | Mathilda Racing                    | 2        | ?         | ?     | ?  | ?      | ?        | ?        |
| 2021      | 24 Horas de Nürburgring - TCR       | Mathilda Racing                    |          |           |       |    |        |          | NF       |
| 2022      | Copa Mundial de Turismos            | BRC Hyundai N Lukoil Squadra Corse | 16       | 4         | 2     | 3  | 12     | 337      | 1.º      |
| 2022      | TCR South America                   | Scuderia Chiarelli                 | 1        | 0         | 0     | 1  | 1      | 62       | 26.º     |
| 2022      | Pure ETCR                           | Hyundai Motorsport N               | 6        | 1         | -     | -  | 1      | 408      | 5.º      |
| 2022      | 24 Horas de Nürburgring - TCR       | Hyundai Motorsport N               |          |           |       |    |        |          | 1.º      |
| 2023      | TCR World Tour                      | BRC Hyundai N Squadra Corse        | 20       | 1         | 0     | 7  | 6      | 341      | 5.º      |
| 2023      | 24 Horas de Nürburgring - TCR       | Hyundai Motorsport N               |          |           |       |    |        |          | 1.º      |
| 2024      | TCR World Tour                      | BRC Hyundai N Squadra Corse        | 14       | 1         | 1     | 2  | 4      | 295      | 3.º      |
| 2024      | 24 Horas de Nürburgring - TCR       | Hyundai Motorsport N               |          |           |       |    |        |          | 2.º      |
| Fuente:   |                                     |                                    |          |           |       |    |        |          |          |

## Resultados

### TCR Europe Touring Car Series
(Clave) (negrita indica pole position) (cursiva indica vuelta rápida)

| Año  | Equipo             | Auto                       | 1   | 2   | 3   | 4   | 5   | 6   | 7   | 8   | 9   | 10  | 11  | 12  | 13  | 14  | Pos. | Pts. |
| ---- | ------------------ | -------------------------- | --- | --- | --- | --- | --- | --- | --- | --- | --- | --- | --- | --- | --- | --- | ---- | ---- |
| 2018 |                    |                            | LEC | LEC | ZAN | ZAN | SPA | SPA | HUN | HUN | ASS | ASS | MON | MON | BAR | BAR | 1°   | 181  |
| 2018 | PCR Sport          | Cupra TCR                  | 3   | 5   | 1   | 6   | 3   | 4   | 4   | 14  | 9   | 2   | 2   | 5   | 5   | 8   | 1°   | 181  |
| 2020 |                    |                            | LEC | LEC | ZOL | ZOL | MON | MON | BAR | BAR | SPA | SPA | JAR | JAR |     |     | 11°  | 157  |
| 2020 | Volcano Motorsport | Cupra TCR                  |     |     |     |     |     |     |     |     | 1   | 1   | 1   | 4   |     |     | 11°  | 157  |
| 2021 |                    |                            | SVK | SVK | LEC | LEC | ZAN | ZAN | SPA | SPA | NUR | NUR | MON | MON | BAR | BAR | 1°   | 432  |
| 2021 | Volcano Motorsport | CUPRA León Competición TCR | 1   | 2   | 6   | 2   |     |     | 1   | 1   | 1   | 1   | 2   | 4   | 1   | WD  | 1°   | 432  |

### Copa Mundial de Turismos
(Clave) (negrita indica pole position) (cursiva indica vuelta rápida)

| Año  | Equipo                        | Auto                         | 1   | 2   | 3   | 4   | 5   | 6   | 7   | 8   | 9   | 10  | 11  | 12  | 13  | 14  | 15  | 16  | 17  | 18  | 19  | 20  | 21  | 22  | 23  | 24  | 25  | 26  | 27  | 28  | 29  | 30  | Pos. | Pts. |
| ---- | ----------------------------- | ---------------------------- | --- | --- | --- | --- | --- | --- | --- | --- | --- | --- | --- | --- | --- | --- | --- | --- | --- | --- | --- | --- | --- | --- | --- | --- | --- | --- | --- | --- | --- | --- | ---- | ---- |
| 2019 |                               |                              | MAR | MAR | MAR | HUN | HUN | HUN | SVK | SVK | SVK | NED | NED | NED | ALE | ALE | ALE | POR | POR | POR | CHN | CHN | CHN | JAP | JAP | JAP | MAC | MAC | MAC | MYS | MYS | MYS | 6°   | 226  |
| 2019 | PWR Racing                    | Cupra León TCR SEQ           | 15  | 5   | 3   | 22  | 4   | 4   | 9   | 7   | 5   | 3   | 5   | 6   | 18  | 13  | 13  | 13  | 1   | 4   | 3   | Ret | Ret | 17  | 8   | 18  | 19  | 15  | 20  | 17  | 2   | 14  | 6°   | 226  |
| 2020 |                               |                              | BEL | BEL | ALE | ALE | SVK | SVK | SVK | HUN | HUN | HUN | ESP | ESP | ESP | ARA | ARA | ARA |     |     |     |     |     |     |     |     |     |     |     |     |     |     | 7°   | 168  |
| 2020 | Zengő Motorsport Services KFT | Cupra León Competición TCR   | 16  | 11  | Ret | 4   | 8   | 4   | 5   | 6   | Ret | 4   | 4   | 1   | 7   | 5   | 3   | 5   |     |     |     |     |     |     |     |     |     |     |     |     |     |     | 7°   | 168  |
| 2021 |                               |                              | ALE | ALE | POR | POR | ESP | ESP | HUN | HUN | CZE | CZE | FRA | FRA | ITA | ITA | RUS | RUS |     |     |     |     |     |     |     |     |     |     |     |     |     |     | 7°   | 158  |
| 2021 | Zengő Motorsport Services KFT | Cupra León Competición TCR   | 16  | Ret | 10  | Ret | 2   | 12  | 2   | 3   | 7   | 2   | 13  | 14  | 11  | 11  | 1   | Ret |     |     |     |     |     |     |     |     |     |     |     |     |     |     | 7°   | 158  |
| 2022 |                               |                              | FRA | FRA | ALE | ALE | HUN | HUN | ESP | ESP | POR | POR | ITA | ITA | ALS | ALS | BAR | BAR | ARA | ARA |     |     |     |     |     |     |     |     |     |     |     |     | 1.º  | 337  |
| 2022 | BRC Hyundai N Squadra Corse   | Hyundai Elantra N TCR (2021) | 6   | 1   | C   | C   | 1   | 8   | 3   | 1   | 8   | 3   | 2   | 3   | 3   | 3   | 1   | 4   | 6   | 3   |     |     |     |     |     |     |     |     |     |     |     |     | 1.º  | 337  |

### TCR Spa 500
| Año  | Equipo                              | Copilotos                                                    | Automóvil      | Clase | Vueltas | Pos. | Pos. clase |
| ---- | ----------------------------------- | ------------------------------------------------------------ | -------------- | ----- | ------- | ---- | ---------- |
| 2019 | TOPCAR Sport with Bas Koeten Racing | Julien Apotheloz Fabian Danz Antti Buri Kari-Pekka Laaksonen | CUPRA León TCR | P     | 444     | 3.º  | 3.º        |

### TCR South America
| Año  | Equipo             | Auto                         | 1   | 2   | 3   | 4   | 5   | 6   | 7   | 8   | 9   | 10  | 11 | 12 | 13  | 14  | Pos. | Pts. |
| ---- | ------------------ | ---------------------------- | --- | --- | --- | --- | --- | --- | --- | --- | --- | --- | -- | -- | --- | --- | ---- | ---- |
| 2022 |                    |                              | VEL | VEL | INT | GOI | GOI | RIV | RIV | EPI | EPI | TRH | BA | BA | VIL | VIL | 26.º | 62   |
| 2022 | Scuderia Chiarelli | Hyundai Elantra N TCR (2021) |     |     |     |     |     |     |     |     |     | 2   |    |    |     |     | 26.º | 62   |

### TCR World Tour
(Clave) (negrita indica pole position) (cursiva indica vuelta rápida)

| Año  | Equipo                      | Auto                         | 1   | 2   | 3   | 4   | 5   | 6   | 7   | 8   | 9   | 10  | 11  | 12  | 13  | 14  | 15  | 16   | 17  | 18  | 19  | 20  | Pos. | Pts. |
| ---- | --------------------------- | ---------------------------- | --- | --- | --- | --- | --- | --- | --- | --- | --- | --- | --- | --- | --- | --- | --- | ---- | --- | --- | --- | --- | ---- | ---- |
| 2023 |                             |                              | POR | POR | SPA | SPA | VAL | VAL | HUN | HUN | EPI | EPI | LAP | LAP | SID | SID | SID | BAT  | BAT | BAT | MAC | MAC | 5°   | 341  |
| 2023 | BRC Hyundai N Squadra Corse | Hyundai Elantra N TCR (2021) | 2   | 4   | 16  | 8   | 2   | 5   | 3   | 4   | 8   | 2   | 1   | Ret | 3   | 19  | 6   | Ret5 | 10  | Ret | 42  | 9   | 5°   | 341  |
| 2024 |                             |                              | VAL | VAL | MAR | MAR | MID | MID | INT | INT | EPI | EPI | ZHU | ZHU | MAC | MAC |     |      |     |     |     |     | °    |      |
| 2024 | BRC Hyundai N Squadra Corse | Hyundai Elantra N TCR (2024) | 4   | 4   | 5   | 13  | 3   | 4   | 8   | 9   |     |     |     |     |     |     |     |      |     |     |     |     | °    |      |